# Angelike Greiser
Angelike Greiser (República Federal Alemana, 14 de julio de 1959) es una nadadora alemana retirada especializada en pruebas de estilo espalda, donde consiguió ser medallista de bronce mundial en 1973 en los 4x100 metros estilos.

## Carrera deportiva
En el Campeonato Mundial de Natación de 1973 celebrado en Belgrado (Yugoslavia), ganó la medalla de bronce en los relevos de 4x100 metros estilos, nadando el largo de espalda, con un tiempo de 4:26.57 segundos, tras Alemania del Este (oro con 4:16.84 segundos que fue récord del mundo) y Estados Unidos (plata con 4:25.80 segundos).